# Municipio de Ridenhour
El municipio de Ridenhour (en inglés: Ridenhour Township) es un municipio ubicado en el  condado de Stanly en el estado estadounidense de Carolina del Norte. En el año 2010 tenía una población de 3.029 habitantes.

## Geografía
El municipio de Ridenhour se encuentra ubicado en las coordenadas 35°25′43.51″N 80°17′26.21″O / 35.4287528, -80.2906139.